# 奥卡尔
奥卡尔是毛里塔尼亚东南部的一个洼地，位于基法与内马之间，塔甘特高原以南。当地的地形主要为沙丘与盐盘，东、北缘有断崖。

## 历史
奥卡尔曾是一自流盆地，水边有芦苇生长；湖面积最大时曾到达提希特一带，濒临塔甘特高原，如今已荡然无存。在大约公元前1700年到公元前400年，湖边曾有过文明发展。当地曾有过大约400个村庄。

## 生态
奥卡尔是濒危动物旋角羚的自然栖息地之一。